# Ipimorpha subvexa
Ipimorpha subvexa är en fjärilsart som beskrevs av Augustus Radcliffe Grote 1876. Ipimorpha subvexa ingår i släktet Ipimorpha och familjen nattflyn. Inga underarter finns listade i Catalogue of Life.